# 北海道社会事業協会余市病院
北海道社会事業協会余市病院（ほっかいどうしゃかいじぎょうきょうかいよいちびょういん）は、北海道余市郡余市町にある病院。通称余市協会病院。

## 沿革
- 1939年（昭和14年）：北海道社会事業協会附属小樽病院（現在の北海道社会事業協会小樽病院）の分院として開設 [2]。
- 1942年（昭和17年）：附属小樽病院から分離独立し、「北海道社会事業協会附属余市病院」と改称[2]。
- 1951年（昭和26年）：余市病院附属仁木診療所開設（2003年閉鎖）[3]。
- 1952年（昭和27年）：北海道社会事業協会が社会福祉法人に組織変更し、「北海道社会事業協会余市病院」と改称[3]。結核病棟新築[3]。
- 1958年（昭和33年）：病棟増築完成[3]。
- 1959年（昭和34年）：入舸へき地診療所開設（1963年に積丹町へ委譲）[3]。
- 1965年（昭和40年）：看護婦寄宿舎完成[3]。
- 1967年（昭和42年）：病棟、診療棟、管理棟全面改築工事完成[3]。
- 1992年（平成04年）：現在地に移転新築[2]。
- 1998年（平成10年）：訪問看護ステーション「しりぺ」開設（2008年廃止）[2]。
- 2000年（平成12年）：余市協会病院指定居宅介護支援事業所設置（2007年廃止）[2]。
- 2003年（平成15年）：人工透析室開設[2]。
- 2013年（平成25年）：回復期リハビリテーション病棟開設[2]。
- 2014年（平成26年）：地域医療国際支援センター開設[4]。

## 診療科等
診療科
- 一般内科
- 消化器内科
- 循環器内科
- 脳神経内科
- 総合診療科
- 小児科
- 外科
- 消化器外科
- 呼吸器外科
- 一般外科
- 心臓血管外科
- 整形外科
- 眼科
- 産婦人科
- 泌尿器科
- リハビリテーション科

センター
- 地域医療国際支援センター

部門
- 看護部

## アクセス・駐車場
社会福祉法人よいち福祉会隣、北星学園余市高等学校向かいに位置している。
- 北海道中央バス（余市営業所）「余市協会病院前」バス停下車
- 北海道中央バス・ニセコバス「旭中学校前」バス停下車 徒歩約7分
- 北海道旅客鉄道（JR北海道）余市駅から車で約10分
- 駐車場：150台

## 参考資料
- “病院案内” (PDF). 北海道社会事業協会余市病院. 2017年3月16日閲覧。